# 23-я отдельная бригада охраны общественного порядка (Украина)
23-я отдельная бригада охраны общественного порядка Национальной гвардии Украины «Хортица» (23 ОБрОГП, в/ч 3033), (укр. 23-тя окрема бригада охорони громадського порядку «Хортиця») — воинская часть Национальной гвардии Украины. Входит в состав Южного оперативно-территориального объединения Национальной гвардии Украины. Места дислокации — Запорожье, Мелитополь, Бердянск и Энергодар.

## История
Сформирован приказом командующего НГУ от 2 января 1992 года на базе 22-го отдельного специального моторизованного батальона милиции Внутренних войск МВД СССР, как 8-й полк НГУ (в/ч 4108), который вошел в состав 3-й дивизии НГУ.
В 1995 году, в соответствии с Указом Президента Украины от 20 января и приказом командующего НГУ от 26 января, 8-й полк Национальной гвардии Украины переподчинен Внутренним войскам МВД Украины и переименован в 13-й отдельный специальный моторизованный полк (в/ч 3033), а в 1999 году на базе полка была развернута 23-я отдельная специальная моторизованная бригада.
В 2014 году бригада вошла в состав созданной Национальной гвардии Украины.
Командиром войсковой части является Коршунов Артур Костянтинович.

## Структура
- 1-й патрульный батальон (г. Запорожье):
  - 1 патрульная рота;
  - 2 патрульная рота;
  - патрульный взвод на автомобилях.
- 2-й патрульный батальон (г. Мелитополь):
  - 3 патрульная рота;
  - 4 патрульная рота;
  - патрульный взвод на автомобилях.
  - взвод обеспечения:
    - узел связи;
    - кинологическая группа.
- 3-й патрульный батальон (г. Бердянск):
  - 5 патрульная рота;
  - 6 патрульная рота;
  - патрульный взвод на автомобилях.
  - взвод обеспечения:
    - узел связи;
    - кинологическая группа.
- 4-й патрульный батальон (г. Энергодар):
  - 7 патрульная рота;
  - 8 патрульная рота;
  - патрульный взвод на автомобилях.
- патрульная рота на автомобилях;
- рота боевого и материального обеспечення;
- оркестр[1].